# Túpac Amaru
Pour les articles homonymes, voir Túpac.
Ne doit pas être confondu avec Túpac Amaru II ou Tupac Shakur.
Túpac Amaru, Thupa Amaro ou Thupaq Amaru (du quechua thupaq (royal ou brillant) et amaru (serpent ou être mythologique apparenté à un serpent), 1545 – 24 septembre 1572), est le dernier sapa inca de la dynastie de Manco Inca. Fils de Manco Inca, il succède à son frère Titu Kusi Yupanqui, mort probablement de maladie, ou peut-être empoisonné. Il est exécuté par les Espagnols.

## Adhésion
Après la conquête espagnole de l'Empire inca dans les années 1530, quelques membres de la famille royale ont créé le petit État néo-inca indépendant de Vilcabamba, qui était situé dans la relativement inaccessible Haute-Amazonie au nord-est de Cuzco. Le fondateur de cet État était Manco Inca Yupanqui (également connu sous le nom Manco Capac II), qui s'était d'abord allié avec les Espagnols, puis avait conduit une guerre malheureuse contre eux avant de s'établir à Vilcabamba en 1540. Après une attaque espagnole en 1544, au cours de laquelle Manco Inca Yupanqui fut tué, son fils Sayri Tupac prit le titre de Sapa Inca (empereur, littéralement « seul Inca, l'Unique Seigneur »), puis accepta l'autorité espagnole en 1558 et le retour à Cuzco. Il mourut, peut-être empoisonné, en 1561. Il fut remplacé à Vilcabamba par son frère Titu Cusi, qui lui-même mourut en 1571. Túpac Amaru, un autre frère des deux empereurs précédents, succéda alors au titre à Vilcabamba.

## Guerre finale et capture par les Espagnols
Bien que jeune et inexpérimenté, il est un ennemi implacable pour les conquistadors, un esprit rebelle, en opposition avec le caractère faible de son frère. Les Espagnols décident sa capture et envoient une troupe de près de 300 soldats dirigés par Martin Hurtado de Arbieto et Martin Garcia Oñez de Loyola (es). Ils arrivent à Vilcabamba, mais l'Inca s'est enfui dans la jungle avec sa famille. Il y mène une guérilla longue et féroce contre les Espagnols. Finalement ces derniers le capturent avec ses partisans et l’emmènent à Cuzco. 

La capture de Túpac Amaru, par Felipe Guaman Poma de Ayala.

Il est par la suite condamné à mort sous l'autorité du vice-roi Francisco de Toledo et exécuté à Cuzco le 24 septembre 1572.
Sa nièce, Beatriz Clara Coya, héritière du marquis de la Oropesa, épouse Martin Garcia Oñez de Loyola.